# Невельская
Невельская — посёлок при станции в Тайшетском районе Иркутской области России. Входит в состав Квитокского муниципального образования. Находится примерно в 446 км к юго-востоку от районного центра.

## Население
По данным Всероссийской переписи, в 2010 году в посёлке при станции проживало 527 человек (252 мужчины и 275 женщин).